# George Scripcaru
George Scripcaru (n. 3 septembrie 1966, Doljești, România) este un politician român, primar al municipiului Brașov din anul 2004 până în 2020 şi din 21 Octombrie 2024, câştigând alegerile din 9 Iunie 2024 la mică distanță de primarul Allen Coliban.
Este absolvent al Facultății de Educație Fizică și Sport, Universitatea de Vest Timișoara.

## Activitate politică
Scripcaru s-a înscris în Partidul Democrat în 1992; în perioada 1994-2000 a fost președinte al organizației județene de tineret, iar din 1996 până în anul 2000 a fost consilier în Consiliul Local Brașov.
Din anul 2001 până în 2014, Scripcaru a fost președinte al organizației județene Brașov a PDL și vicepreședinte al PDL la nivel național, ales la Congresul din luna mai.
- 1998 - Președinte APR Brașov
- 2000-2004 - Viceprimar al municipiului Brașov
- 2004-2020 - Primar al municipiului Brașov
- 2024-prezent - Primar al municipiului Braşov

În turul al doilea al alegerilor locale din iunie 2004 a obținut 63,82% din voturi, față de 36,18% obținute de primarul în funcție, Ioan Ghișe, contracandidatul său.

## Controverse
După ce a ajuns primar, Scripcaru a fost acuzat de ziarul Adevărul că a vândut un teren de pe domeniul public și a încasat banii, respectiv 2 milioane euro. În ianuarie 2006, ziarul Adevărul a anunțat că primarul Brașovului face obiectul unei anchete Interpol pentru retrocedarea de terenuri unor infractori germani. În toamna anului 2006 a fost anchetat de DNA pentru un schimb de terenuri între Primăria Brașov și omul de afaceri Ion Nicolae, schimb în urma căruia omul de afaceri Ion Nicolae a câștigat 120 miliarde lei. Acuzațiile nu au fost dovedite, iar în 2012, Scripcaru a fost reales primar. În anul 2016 a fost trimis în judecată sub acuzații corupție, fiind suspectat că a atribuit preferențial contracte profitabile cu municipalitatea. A fost achitat în iulie 2019.